# Endasys nigrans
Endasys nigrans är en stekelart som beskrevs av Luhman 1990. Endasys nigrans ingår i släktet Endasys och familjen brokparasitsteklar. Inga underarter finns listade i Catalogue of Life.